# Provincia di Santiago de Chuco
La provincia di Santiago de Chuco è una provincia del Perù, situata nella regione di La Libertad.

## Geografia antropica

### Suddivisioni amministrative
È divisa in otto distretti:
- Angasmarca
- Cachicadán
- Mollebamba
- Mollepata
- Quiruvilca
- Santa Cruz de Chuca
- Santiago de Chuco
- Sitabamba